# Matthias Winckhler
Matthias Winckhler (* 12. März 1990 in München) ist ein deutscher Opern-, Lied- und Konzertsänger der Stimmlage Bassbariton.

## Leben
Matthias Winckhler erhielt seinen ersten Gesangsunterricht bei Hartmut Elbert und studierte anschließend an der Universität Mozarteum Salzburg bei Andreas Macco, sowie Lied und Oratorium bei Wolfgang Holzmair. Weitere musikalische Impulse erhielt er von Rudolf Piernay, Peter Schreier, Matthias Goerne, Markus Hinterhäuser, Graham Johnson und Manfred Trojahn.
Im Laufe seines Studiums verkörperte Winckhler unter der Regie von Eike Gramss und der musikalischen Leitung von Josef Wallnig den Belcore in L’elisir d’amore von Gaetano Donizetti sowie die Mozart-Rollen Guglielmo in Così fan tutte, den Grafen in Le nozze di Figaro und die Titelpartie in Don Giovanni. Seit der Spielzeit 2015/2016 ist Winckhler Ensemblemitglied der Niedersächsischen Staatsoper Hannover.
Als Konzertsänger wirkt Winckhler vor allem in Deutschland, Österreich, den Niederlanden und der Schweiz. Er arbeitete mit den Dirigenten Helmuth Rilling, Reinhard Goebel, Hans Graf, Jordi Savall, Masaaki Suzuki, Gianandrea Noseda, Jos van Veldhoven, und Günter Jena, sowie mit der Camerata Salzburg, dem Mozarteumorchester Salzburg, den Wiener Philharmonikern, den Philharmonikern Hamburg, den Brandenburger Symphonikern, dem Bach Collegium Japan, der Nederlandse Bachvereniging und dem Leipziger Barockorchester. Im Juni 2014 gab er mit einer Liedermatinee seinen Einstand beim Bachfest in Leipzig. Im Juli 2015 gab er sein Debüt bei den Salzburger Festspielen, sowie beim Kissinger Sommer.

## Auszeichnungen
- 2010: Bundeswettbewerb Gesang in Berlin (2. Förderpreis in der Junior-Kategorie)
- 2012: Internationaler Johann-Sebastian-Bach-Wettbewerb in Leipzig (3. Preis und Sonderpreis für den jüngsten Finalisten)
- 2012: Förderpreis der Walter und Charlotte Hamel Stiftung Hannover
- 2013: Internationaler Schubert-Wettbewerb Dortmund (Sonderpreis der Deutschen Schubert Gesellschaft)
- 2014: Internationaler Mozartwettbewerb in Salzburg (1. Preis und Sonderpreis für die beste Interpretation eines Liedes von W.A. Mozart)